# Schodki (przełęcz)
Schodki (niem. Kegelsattel, słow. Sedlo Schôdky, węg. Kolo-nyereg) – położona na wysokości około 2085 m przełęcz w bocznej, południowej grani Małego Koziego Wierchu w polskich w Tatrach Wysokich. Grań ta oddziela Dolinkę pod Kołem od Dolinki Pustej. Szerokie siodło przełęczy Schodki oddziela wierzchołek Małego Koziego Wierchu (2226 m) od Kołowej Czuby (2105 m). Nazwa przełęczy związana jest z ukształtowaniem jej zbocza w postaci ułożonych schodkowo tarasików po stronie Dolinki Pustej. Nazwę przełęczy nadał ksiądz Walenty Gadowski, który przechodził nią wraz z przewodnikiem Józkiem Budzem. Ten ostatni paradował w góralskich portkach i przywiezionym z Ameryki fraku.
Drogi wejścia na przełęcz znane były od dawna pasterzom, którzy wypasali owce na zboczach grani i na samej przełęczy.
Najstarsze odnotowane wejścia turystyczne:
- latem – Janusz Chmielowski, Józef Tatar, 30 sierpnia 1893 r.,
- zimą – Witold Henryk Paryski, Tadeusz Aleksander Pawłowski, 12 kwietnia 1928 r.[4]